# تشیرن
تشیرن (به آلمانی: Tschirn) یک شهر در آلمان است که در کروناخ واقع شده‌است. تشیرن ۵۸۲ نفر جمعیت دارد.